# Dubravai
Dubravai är en ort i Litauen.   Den ligger i kommunen Kauno rajono savivaldybė och länet Kaunas län, i den centrala delen av landet, 80 km väster om huvudstaden Vilnius. Dubravai ligger 68 meter över havet och antalet invånare är 122.
Terrängen runt Dubravai är platt. Runt Dubravai är det ganska glesbefolkat, med 38 invånare per kvadratkilometer. Närmaste större samhälle är Kaunas, 15,5 km nordväst om Dubravai. Omgivningarna runt Dubravai är en mosaik av jordbruksmark och naturlig växtlighet.